# Khaled Hadada
Khaled Hadada (خالد حدادة) est l’actuel secrétaire général du Parti communiste libanais. 